# Christos Papadimitriou
Christos Papadimitriou es un profesor de la división de ciencias de la computación en la Universidad de California, Berkeley. Estudió en la Universidad Politécnica Nacional de Atenas (BS en Ingeniería eléctrica, 1972) y en la Universidad de Princeton (Maestría en Ingeniería eléctrica, 1974 y doctorado en Ingeniería eléctrica en las ciencias de la computación, 1976). Él ha enseñado en la Universidad Harvard, en el Instituto Tecnológico de Massachusetts, en la Universidad Politécnica Nacional de Atenas, en la Universidad de Stanford y en la Universidad de California.
Papadimitriou es el autor del libro Computational Complexity, uno de los más utilizados y referenciados en el campo de la teoría de la complejidad computacional.
En el año 2006, se unió a una banda de rock underground llamada «Lady X and the positive eigenvalues».

## Material
Las contribuciones de Papadimitriou en el área de la computación ha sido muy amplia abarcando temas como optimización en bases de datos, algoritmos genéticos, complejidad computacional y teoría de juegos.